# On a Friday Afternoon
On a Friday Afternoon (en persan : عصر جمعه ; Asr-e Jomeh) est un film iranien réalisé par Mona Zandi Haghighi, sorti en 2006.

## Synopsis
Sogand est une jeune femme d'une trentaine d'années. Mère célibataire, elle élève seule son fils, Omid. Alors qu'elle gagne difficilement sa vie en étant coiffeuse à domicile, Omid se montre un adolescent difficile à la limite de la délinquance. Brusquement, voila que réapparaît dans sa vie Banafsheh, sa plus jeune sœur qui la recherchait depuis longtemps. Son contact réveille des souvenirs douloureux : la répudiation de Sogan par son père lorsqu'elle avait 15 ans, son arrestation et son emprisonnement comme fugueuse, son accouchement en prison. Alors qu'il souffre déjà de l'absence de son père qu'il croit disparu à l'étranger, Omid surprend une conversation entre les deux sœurs qui le plonge dans le désespoir. C'est avec beaucoup de souffrance qu'Omid, Banafsheh et Sogand finiront par mettre des mots sur les choses et qu'enfin un peu apaisée, Sogand acceptera de faire le voyage en sens inverse vers le village où son vieux père vit ses derniers instants.

## Fiche technique
- Titre : On a Friday Afternoon
- Titre original : عصر جمعه (Asr-e Jomeh)
- Réalisation : Mona Zandi Haghighi
- Scénario : Farid Mostafavi sur une idée de Mona Zandi Haghighi
- Production : Jahangir Kosari
- Musique : B.Moavenian
- Photographie : Hossein Jafarian
- Montage : S. Abdolvahab
- Pays d'origine : Iran
- Format : Couleurs
- Genre : Drame
- Durée : 76 minutes
- Date de sortie : 2007 en Iran

## Distribution
- Roya Nownahali : Sougand
- Haniye Tavasolli : Banafsheh
- Mehrdad Sedighiyan :
- Ramin Rastad :

## Récompenses
- Festival international du film de Thessalonique 2006 : Alexandre d'argent
- Festival international des cinémas d'Asie de Vesoul 2007 : Grand prix du jury